# Cicàdids
Els cicàdids (Cicadidae) són una família d'hemípters auquenorrincs que inclou les populars cigales. Els mascles emeten un so estrident característic que es pot sentir a l'estiu als boscos i camps. Les cigales poden viure tant en climes temperats com tropicals. Tenen un desenvolupament vital complet que dura de dos a disset anys, segons l'espècie. Les nimfes viuen enterrades mentre que els adults viuen sobre vegetals, alimentant-se de la seva saba. La intensitat del so o cant que emet una cigala pot arribar als 86 dB.

## Característiques

Muda d'una cigala

Les cigales són insectes grans, de 15 i 65 mil·límetres de longitud. Tenen ulls compostos petits molt separats en el cap i quatre ales membranoses transparents o translúcides. Les ales anteriors són grans i molt visibles, mentre que les posteriors són més petites i queden ocultes quan no vola. Tenen un "bec" llarg per a alimentar-se de saba dels arbres i altres plantes. Viuen en climes temperats i tropicals. El cicle biològic dura de 2 a 17 anys, segons l'espècie.

## Comunicació
És notori el cant dels mascles per a atreure les femelles, produït per un aparell estridulador situat en els costats del primer segment abdominal, que consta de membranes quitinoses i de sacs amb aire que funcionen com caixes de ressonància, i cada espècie emet un so propi característic. Els òrgans auditius estan situats en el tòrax. Encara que el so és emès a qualsevol hora del dia, és més freqüent i intens en fosquejar i a l'alba i poden emergir fins a 1,5 milions de cigales per acre (0,4 hectàrees).
| Cant d'una cigala                                                                                                   |
| |
| Cant d'una cigarra en Lower Hutt, Nova Zelanda, gravat a mitjan febrer de 2006                                      |
| |
| Cor de cigales al Japó                                                                                              |
| |
| Un cor de Tanna japonensis o Higurashi a Hayano Cemetery Park, Kawasaki, Kanagawa, Japó. Gravat el juliol del 2011. |
| |
| Cigarres a Grècia                                                                                                   |
| |
| El so d'un arbre ple de cigales a Ithaca, Grècia. Gravat el juliol del 2008.                                        |
| |
| Una cigala solitària cantant                                                                                        |
| |
| Una cigala cridant a la seva parella en una tarda calorosa a Irving, Texas.                                         |
| |

## Reproducció
Les cigales acabades de sorgir s'enfilen als arbres i muden a la seva etapa adulta, ara equipades amb ales. Els mascles estridulen ("canten") per atreure les femelles, produint els diferents cants sorollosos per les quals són tan conegudes les cigales. Les femelles responen als mascles amb un "clic" fet noure les ales. Una vegada que un mascle ha trobat una parella femenina, el seu cant canvia per indicar que són una parella d'aparellament.

## Cicle biològic
Les cigales generalment es separen en dues categories segons el seu patró d'aparició d'adults. Les cigales anuals romanen sota terra com a nimfes durant dos o més anys i la població no està sincronitzada localment en el seu desenvolupament, de manera que alguns adults maduren cada any o la majoria dels anys. Les cigales periòdiques també tenen cicles de vida de diversos anys, però emergeixen en sincronia o gairebé sincronitzada i estan absents com a adultes durant els anys intermedis. Les cigales periòdiques més conegudes, el gènere Magicicada, sorgeixen com a adultes cada 13 o 17 anys.

## Evolució
Els primers fòssils de cigales daten del període Juràssic. La morfologia de les cigales ben conservades de la meitat del Cretaci de l'ambre birmà de Myanmar suggereix que, a diferència de moltes cigales modernes, eren silencioses o només feien sons tranquils. Els cicàdids moderns més antics daten del Paleocè. El membre confirmat més antic dels cicàdids i un dels cicàdids més antics coneguts d'Euràsia és la cigala fòssil Eoplatypleura, de la localitat de Messel Hodge d'Alemanya, de l'edat Eocè, que és membre de la tribu Platypleurini.

## Taxonomia
La família Cicadidae inclou cinc subfamílies: Cicadettinae, Cicadinae, Tettigomyiinae, Tibicininae, and Derotettiginae.
Subfamília Cicadettinae Buckton, 1890
- Tribu Aragualnini Sanborn, 2018
- Tribu Carinetini Distant, 1905
- Tribu Chlorocystini Distant, 1905
- Tribu Cicadatrini Distant, 1905
- Tribu Cicadettini Buckton, 1890
- Tribu Katoini Moulds & Marshall, 2018
- Tribu Lamotialnini Boulard, 1976
- Tribu Nelcyndanini Moulds & Marshall, 2018
- Tribu Pagiphorini Moulds & Marshall, 2018
- Tribu Parnisini Distant, 1905
- Tribu Pictilini Moulds & Hill, 2018
- Tribu Prasiini Matsumura, 1917
- Tribu Taphurini Distant, 1905

Subfamília Cicadinae Batsch, 1789
- Tribu Antankariini Sanborn, 2021
- Tribu Arenopsaltriini Moulds, 2018
- Tribu Ayuthiini Moulds, Lee, and Marshall, 2021
- Tribu Burbungini Moulds, 2005
- Tribu Cicadini Batsch, 1789
- Tribu Cicadmalleuini Boulard & Puissant, 2013
- Tribu Cosmopsaltriini Kato, 1932
- Tribu Cryptotympanini Handlirsch, 1925
- Tribu Cyclochilini Distant, 1904
- Tribu Distantadini Orian, 1963
- Tribu Dundubiini Distant, 1905[a]
- Tribu Durangonini Moulds & Marshall, 2018
- Tribu Fidicinini Distant, 1905
- Tribu Gaeanini Distant, 1905
- Tribu Jassopsaltriini Moulds, 2005
- Tribu Kimberpsaltriini Moulds et al. 2021
- Tribu Lahugadini Distant, 1905
- Tribu Leptopsaltriini Moulton, 1923
- Tribu Macrotristriini Moulds, 2018
- Tribu Oncotympanini Ishihara, 1961
- Tribu Platypleurini Schmidt, 1918
- Tribu Plautillini Distant, 1905
- Tribu Polyneurini Amyot & Audinet-Serville, 1843
- Tribu Psaltodini Moulds, 2018
- Tribu Psithyristriini Distant, 1905
- Tribu Sonatini Lee, 2010
- Tribu Tacuini Distant, 1904
- Tribu Talcopsaltriini Moulds, 2008
- Tribu Tamasini Moulds, 2005
- Tribu Thophini Distant, 1904
- Tribu Tosenini Amyot & Audinet-Serville, 1843
- Tribu Zammarini Distant, 1905

Subfamília Tettigomyiinae Distant, 1905
- Tribu Hovanini Sanborn, Moulds & Marshall, 2020
- Tribu Iruanini Boulard, 1983
- Tribu Malagasiini Moulds & Marshall, 2018
- Tribu Tettigomyiini Distant, 1905
- Tribu Ydiellini Boulard, 1973

Subfamília Tibicininae Distant, 1905
- Tribu Citroriginini Sanborn, 2021
- Tribu Chilecicadini Sanborn, 2014
- Tribu Hemidictyini Distant, 1905
- Tribu Platypediini Kato, 1932
- Tribu Sapantangini Sanborn, Moulds, & Marshall, 2020
- Tribu Selymbriini Moulds & Marshall, 2018
- Tribu Tettigadini Distant, 1905
- Tribu Tibicinini Distant, 1905

Subfamília Derotettiginae Moulds, 2019
- Tribu Derotettigini Moulds, 2019

Actualment, és qüestionada l'existència de la tribu Tibicinini, ja que alguns classifiquen al gènere Magicicada dins de la tribu Taphurini i al gènere Tibicina en la subfamlia Tettigadinae. Diversos experts consideren que la subfamília Cicadettinae és en realitat una família a part que designen com a Tibicinidae. Altres experts consideren que la subfamília Tibiceninae no ha de separar-se i inclouen les tribus presentades dins d'aquesta en la subfamília Cicadinae. Per contra, uns altres separen de Cicaninae, la subfamília Platypleurinae. Ha estat proposada la subfamília Tettigarctinae per a agrupar algunes espècies velludas d'Austràlia.

## Simbolisme
A l'Antiga Xina era símbol de resurrecció, felicitat, immortalitat i eterna joventut. En el món occidental, les faules moralitzants contraposen la cigala, que es passa el dia cantant, a la laboriosa i previsora formiga, que es passa el dia treballant.
Frederic Mistral va consagrar la cigala com a símbol dels felibres i, per extensió, aquest insecte ha esdevingut un símbol representatiu de la Provença.